# Das deutsche Jungvolk
Das deutsche Jungvolk eller Deutsche Jungvolk, DJ, var en del af den tyske nazistiske ungdomsorganissation Hitlerjugend, som eksisterede i Tyskland fra 1924 til 1945. Mens det egentlige Hitlerjugend var for drenge mellem 14 og 18 år, var Deutsche Jungvolk for drenge fra 10 til 14 år. 

## Ideologi og aktiviteter
Deutsche Jungvolk var en underorganisation af det nationalsocialistiske Hitlerjugend og havde de samme ideer om en arisk herskerrace og Volksgemeinschaft, dvs. folkefællesskabet i Tyskland. Organisationen byggede på et militaristisk grundsyn og støttede aktiviteter, som skulle opbygge de unges fysisk og vitalitet. Hitlerjugend og Deutsche Jungvolk lagde særlig stor vægt på at lære børnene troskab mod Adolf Hitler, det nazistiske Tyskland og det nye samfundssystem. Medlemskab i Hitlerjugend blev obligatorisk i december 1936.

## Medlemmer
Piger i Hitlerjugend under 14 år var organiseret i Deutsche Jungmädel. Deutsche Jungvolk og Deutsche Jungmädel blev nogle gange omtalt under fællesbetegnelsen Jungvolk, forkortet JV.
Medlemmerne i Deutsche Jungvolk blev ofte kaldt Pimpfe. De fleste drenge og piger i Tyskland var medlemmer i Hitlerjugend fra 1936 til 1945. Pave Benedikt 16. blev født i Bayern i 1927, og var medlem både af Deutsche Jungvolk og Hitlerjugend under krigen.